# Eliminatoria para la Copa Asiática Sub-17 de la AFC de 2025
La Eliminatoria para la Copa Asiática Sub-17 de la AFC 2025 fue una competición internacional de fútbol masculino sub-17 que se llevó a cabo para decidir los equipos participantes de la Copa Asiática Sub-17 de la AFC 2025. Se llevó a cabo como un torneo sub-17 por segunda vez después del cambio de nombre de la AFC.
Los 16 equipos, divididos en cuatro grupos, no solo compitieron por el codiciado trofeo sino también por las ocho plazas para la Copa Mundial de Fútbol Sub-17 de 2025, a realizarse en Catar siendo la primera edición del recién ampliado torneo anual que cuenta con 48 equipos.

## Cambios de formato
El Comité Ejecutivo de la AFC había aprobado varias recomendaciones estratégicas presentadas por el Comité de Competiciones de la AFC, uno de los cuales fue la eliminación de los principios de zonificación en las competiciones juveniles de la AFC.

## Sorteo
De las 47 asociaciones miembro de la AFC, un total de 44 equipos participaron en la competencia. El anfitrión del torneo final, Arabia Saudita, decidió no participar en la clasificación. El 16 de junio se anunció que Baréin había renunciado a la organización del torneo, por lo que otra sede debió ser escogida. 
Los 43 equipos serán distribuidos en 3 grupos de cinco equipos y 7 grupos de cuatro equipos, y los equipos se clasificaron según su desempeño en la fase final de la Copa Asiática Sub-17 de la AFC 2023.
El sorteo se llevó a cabo el 13 de junio de 2024 a las 14:00 GMT (UTC+8), en la AFC House en Kuala Lumpur, Malasia.
También se aplicaron las siguientes restricciones:
Los diez equipos que indicaron su intención de servir como anfitriones del grupo de clasificación antes del sorteo fueron sorteados en grupos separados.
| - Timor Oriental - Sri Lanka - Pakistán |

## Elegibilidad del jugador
Los jugadores nacidos a partir del 1 de enero de 2008 son elegibles para competir en el torneo.

## Formato
En cada grupo, los equipos jugarán entre sí una vez en un lugar centralizado. Los diez ganadores de grupo y los cinco mejores segundos se clasificarán para el torneo final, si la selección de Arabia Saudita queda entre los puestos antes mencionados, la sexta mejor segundo lugar de grupo tomará su lugar.

### Desempates
Los equipos se clasificarán según los puntos (3 puntos por victoria, 1 punto por empate, 0 puntos por derrota), y si hay empate a puntos, se aplican los siguientes criterios de desempate, en el orden indicado, para determinar la clasificación ( Reglamento Artículo 7.3):
1. Puntos en partidos cara a cara entre equipos empatados;
2. Diferencia de goles en partidos cara a cara entre equipos empatados;
3. Goles marcados en partidos cara a cara entre equipos empatados;
4. Si más de dos equipos están empatados, y después de aplicar todos los criterios de cabeza a cabeza anteriores, un subconjunto de equipos sigue empatado, todos los criterios de cabeza a cabeza anteriores se vuelven a aplicar exclusivamente a este subconjunto de equipos;
5. Diferencia de goles en todos los partidos de grupo;
6. Goles marcados en todos los partidos de grupo;
7. Tanda de penales si solo dos equipos están empatados y se enfrentaron en la última ronda del grupo;
8. Puntos disciplinarios (tarjeta amarilla = 1 punto, tarjeta roja por dos tarjetas amarillas = 3 puntos, tarjeta roja directa = 3 puntos, tarjeta amarilla seguida de tarjeta roja directa = 4 puntos);
9. Sorteo.

## Grupos

### Grupo A
- Todos los partidos se disputarán en Jordania.
- Los horarios indicados son UTC+3.

| Equipo          | Pts | PJ | PG | PE | PP | GF | GC | Dif | Detalle            |
| --------------- | --- | -- | -- | -- | -- | -- | -- | --- | ------------------ |
| Corea del Norte | 12  | 4  | 4  | 0  | 0  | 17 | 4  | +13 | A Fase Final       |
| Irán            | 9   | 4  | 3  | 0  | 1  | 13 | 7  | +6  | Posible Fase Final |
| Hong Kong       | 6   | 4  | 2  | 0  | 2  | 7  | 17 | -10 |                    |
| Siria           | 3   | 4  | 1  | 0  | 3  | 5  | 6  | -1  |                    |
| Jordania (H)    | 0   | 4  | 0  | 0  | 4  | 4  | 12 | -8  |                    |

| 19 de octubre de 2024 | Siria | 3:1     | Jordania | Estadio Príncipe Mohammed, Zarqa, Jordania |                  |
| 17:00                 |       | Reporte |          | Árbitro(s): [[]]                           | Árbitro(s): [[]] |

| 19 de octubre de 2024 | Corea del Norte | 8:2     | Hong Kong | Estadio Príncipe Mohammed, Zarqa, Jordania |                  |
| 21:00                 |                 | Reporte |           | Árbitro(s): [[]]                           | Árbitro(s): [[]] |

| 21 de octubre de 2024 | Hong Kong | 1:7     | Irán | Estadio Príncipe Mohammed, Zarqa, Jordania |                  |
| 17:00                 |           | Reporte |      | Árbitro(s): [[]]                           | Árbitro(s): [[]] |

| 21 de octubre de 2024 | Corea del Norte | 2:1     | Siria | Estadio Príncipe Mohammed, Zarqa, Jordania |                  |
| 21:00                 |                 | Reporte |       | Árbitro(s): [[]]                           | Árbitro(s): [[]] |

| 23 de octubre de 2024 | Jordania | 1:2     | Hong Kong | Estadio Príncipe Mohammed, Zarqa, Jordania |                  |
| 17:00                 |          | Reporte |           | Árbitro(s): [[]]                           | Árbitro(s): [[]] |

| 23 de octubre de 2024 | Irán | 1:4     | Corea del Norte | Estadio Príncipe Mohammed, Zarqa, Jordania |                  |
| 21:00                 |      | Reporte |                 | Árbitro(s): [[]]                           | Árbitro(s): [[]] |

| 25 de octubre de 2024 | Jordania | 0:3     | Corea del Norte | Estadio Príncipe Mohammed, Zarqa, Jordania |                  |
| 17:00                 |          | Reporte |                 | Árbitro(s): [[]]                           | Árbitro(s): [[]] |

| 25 de octubre de 2024 | Siria | 0:1     | Irán | Estadio Príncipe Mohammed, Zarqa, Jordania |                  |
| 21:00                 |       | Reporte |      | Árbitro(s): [[]]                           | Árbitro(s): [[]] |

| 27 de octubre de 2024 | Irán | 4:2     | Jordania | Estadio Príncipe Mohammed, Zarqa, Jordania |                  |
| 17:00                 |      | Reporte |          | Árbitro(s): [[]]                           | Árbitro(s): [[]] |

| 27 de octubre de 2024 | Hong Kong | 2:1     | Siria | Estadio Príncipe Mohammed, Zarqa, Jordania |                  |
| 21:00                 |           | Reporte |       | Árbitro(s): [[]]                           | Árbitro(s): [[]] |

### Grupo B
- Todos los partidos se disputarán en Camboya.
- Los horarios indicados son UTC+7.

| Equipo      | Pts | PJ | PG | PE | PP | GF | GC | Dif | Detalle            |
| ----------- | --- | -- | -- | -- | -- | -- | -- | --- | ------------------ |
| Afganistán  | 12  | 4  | 4  | 0  | 0  | 23 | 3  | +20 | A Fase Final       |
| Filipinas   | 6   | 4  | 2  | 0  | 2  | 9  | 9  | 0   | Posible Fase Final |
| Bangladés   | 6   | 4  | 2  | 0  | 2  | 10 | 4  | +6  |                    |
| Camboya (H) | 6   | 4  | 2  | 0  | 2  | 3  | 5  | -2  |                    |
| Macao       | 0   | 4  | 0  | 0  | 4  | 0  | 24 | -24 |                    |

| 19 de octubre de 2024 | Macao | 0:7     | Filipinas | Estadio Olímpico de Nom Pen, Nom Pen, Camboya |                  |
| 16:00                 |       | Reporte |           | Árbitro(s): [[]]                              | Árbitro(s): [[]] |

| 19 de octubre de 2024 | Camboya | 1:0     | Bangladés | Estadio Olímpico de Nom Pen, Nom Pen, Camboya |                  |
| 19:00                 |         | Reporte |           | Árbitro(s): [[]]                              | Árbitro(s): [[]] |

| 21 de octubre de 2024 | Filipinas | 0:8     | Afganistán | Estadio Olímpico de Nom Pen, Nom Pen, Camboya |                  |
| 16:00                 |           | Reporte |            | Árbitro(s): [[]]                              | Árbitro(s): [[]] |

| 21 de octubre de 2024 | Macao | 0:1     | Camboya | Estadio Olímpico de Nom Pen, Nom Pen, Camboya |                  |
| 19:00                 |       | Reporte |         | Árbitro(s): [[]]                              | Árbitro(s): [[]] |

| 23 de octubre de 2024 | Afganistán | 9:0     | Macao | Estadio Olímpico de Nom Pen, Nom Pen, Camboya |                  |
| 16:00                 |            | Reporte |       | Árbitro(s): [[]]                              | Árbitro(s): [[]] |

| 23 de octubre de 2024 | Bangladés | 1:0     | Filipinas | Estadio Olímpico de Nom Pen, Nom Pen, Camboya |                  |
| 19:00                 |           | Reporte |           | Árbitro(s): [[]]                              | Árbitro(s): [[]] |

| 25 de octubre de 2024 | Bangladés | 7:0     | Macao | Estadio Visakha, Nom Pen, Camboya |                  |
| 16:00                 |           | Reporte |       | Árbitro(s): [[]]                  | Árbitro(s): [[]] |

| 25 de octubre de 2024 | Camboya | 1:3     | Afganistán | Estadio Visakha, Nom Pen, Camboya |                  |
| 19:00                 |         | Reporte |            | Árbitro(s): [[]]                  | Árbitro(s): [[]] |

| 27 de octubre de 2024 | Afganistán | 3:2     | Bangladés | Estadio Visakha, Nom Pen, Camboya |                  |
| 16:00                 |            | Reporte |           | Árbitro(s): [[]]                  | Árbitro(s): [[]] |

| 27 de octubre de 2024 | Filipinas | 2:0     | Camboya | Estadio Visakha, Nom Pen, Camboya |                  |
| 19:00                 |           | Reporte |         | Árbitro(s): [[]]                  | Árbitro(s): [[]] |

### Grupo C
- Todos los partidos se disputarán en China.
- Los horarios indicados son UTC+8.

| Equipo        | Pts | PJ | PG | PE | PP | GF | GC | Dif | Detalle            |
| ------------- | --- | -- | -- | -- | -- | -- | -- | --- | ------------------ |
| Corea del Sur | 10  | 4  | 3  | 1  | 0  | 22 | 2  | +20 | A Fase Final       |
| China (H)     | 10  | 4  | 3  | 1  | 0  | 19 | 2  | +17 | Posible Fase Final |
| Baréin        | 6   | 4  | 2  | 0  | 2  | 2  | 4  | -2  |                    |
| Bután         | 1   | 4  | 0  | 1  | 3  | 2  | 14 | -12 |                    |
| Maldivas      | 1   | 4  | 0  | 1  | 3  | 2  | 25 | -23 |                    |

| 19 de octubre de 2024 | Maldivas | 2:2     | Bután | Campo de entrenamiento de fútbol juvenil de Dalian, Dalian, China |                  |
| 15:30                 |          | Reporte |       | Árbitro(s): [[]]                                                  | Árbitro(s): [[]] |

| 19 de octubre de 2024 | Baréin | 0:2     | China | Estadio Puwan, Dalian, China |                  |
| 19:35                 |        | Reporte |       | Árbitro(s): [[]]             | Árbitro(s): [[]] |

| 21 de octubre de 2024 | Maldivas | 0:1     | Baréin | Estadio Puwan, Dalian, China |                  |
| 15:30                 |          | Reporte |        | Árbitro(s): [[]]             | Árbitro(s): [[]] |

| 21 de octubre de 2024 | Bután | 0:5     | Corea del Sur | Campo de entrenamiento de fútbol juvenil de Dalian, Dalian, China |                  |
| 19:35                 |       | Reporte |               | Árbitro(s): [[]]                                                  | Árbitro(s): [[]] |

| 23 de octubre de 2024 | China | 6:0     | Bután | Estadio Puwan, Dalian, China |                  |
| 15:30                 |       | Reporte |       | Árbitro(s): [[]]             | Árbitro(s): [[]] |

| 23 de octubre de 2024 | Corea del Sur | 13:0    | Maldivas | Campo de entrenamiento de fútbol juvenil de Dalian, Dalian, China |                  |
| 19:35                 |               | Reporte |          | Árbitro(s): [[]]                                                  | Árbitro(s): [[]] |

| 25 de octubre de 2024 | China | 9:0     | Maldivas | Estadio Puwan, Dalian, China |                  |
| 15:30                 |       | Reporte |          | Árbitro(s): [[]]             | Árbitro(s): [[]] |

| 25 de octubre de 2024 | Baréin | 0:2     | Corea del Sur | Campo de entrenamiento de fútbol juvenil de Dalian, Dalian, China |                  |
| 19:35                 |        | Reporte |               | Árbitro(s): [[]]                                                  | Árbitro(s): [[]] |

| 27 de octubre de 2024 | Bután | 0:1     | Baréin | Campo de entrenamiento de fútbol juvenil de Dalian, Dalian, China |                  |
| 15:30                 |       | Reporte |        | Árbitro(s): [[]]                                                  | Árbitro(s): [[]] |

| 27 de octubre de 2024 | Corea del Sur | 2:2     | China | Estadio Puwan, Dalian, China |                  |
| 19:35                 |               | Reporte |       | Árbitro(s): [[]]             | Árbitro(s): [[]] |

### Grupo D
- Todos los partidos se disputarán en Tailandia.
- Los horarios indicados son UTC+7.

| Equipo        | Pts | PJ | PG | PE | PP | GF | GC | Dif | Detalle            |
| ------------- | --- | -- | -- | -- | -- | -- | -- | --- | ------------------ |
| Tailandia (H) | 9   | 3  | 3  | 0  | 0  | 24 | 2  | +22 | A Fase Final       |
| India         | 6   | 3  | 2  | 0  | 1  | 16 | 3  | +13 | Posible Fase Final |
| Turkmenistán  | 3   | 3  | 1  | 0  | 2  | 10 | 3  | +7  |                    |
| Brunéi        | 0   | 3  | 0  | 0  | 3  | 0  | 42 | −42 |                    |

| 23 de octubre de 2024 | India | 13:0    | Brunéi | Estadio Chonburi, Chonburi, Tailandia |                  |
|                       |       | Reporte |        | Árbitro(s): [[]]                      | Árbitro(s): [[]] |

| 23 de octubre de 2024 | Tailandia | 2:0     | Turkmenistán | Estadio Chonburi, Chonburi, Tailandia |                  |
|                       |           | Reporte |              | Árbitro(s): [[]]                      | Árbitro(s): [[]] |

| 25 de octubre de 2024 | Turkmenistán | 0:1     | India | Estadio Chonburi, Chonburi, Tailandia |                  |
|                       |              | Reporte |       | Árbitro(s): [[]]                      | Árbitro(s): [[]] |

| 25 de octubre de 2024 | Brunéi | 0:19    | Tailandia | Estadio Chonburi, Chonburi, Tailandia |                  |
|                       |        | Reporte |           | Árbitro(s): [[]]                      | Árbitro(s): [[]] |

| 27 de octubre de 2024 | Brunéi | 0:10    | Turkmenistán | Estadio Chonburi, Chonburi, Tailandia |                  |
|                       |        | Reporte |              | Árbitro(s): [[]]                      | Árbitro(s): [[]] |

| 27 de octubre de 2024 | Tailandia | 3:2     | India | Estadio Chonburi, Chonburi, Tailandia |                  |
|                       |           | Reporte |       | Árbitro(s): [[]]                      | Árbitro(s): [[]] |

### Grupo E
- Todos los partidos se llevarán a cabo en Taiwán (China Taipéi).
- Los horarios indicados son UTC+8.

| Equipo           | Pts | PJ | PG | PE | PP | GF | GC | Dif | Detalle            |
| ---------------- | --- | -- | -- | -- | -- | -- | -- | --- | ------------------ |
| Uzbekistán       | 9   | 3  | 3  | 0  | 0  | 5  | 0  | +5  | A Fase Final       |
| Irak             | 6   | 3  | 2  | 0  | 1  | 9  | 1  | +8  | Posible Fase Final |
| Palestina        | 3   | 3  | 1  | 0  | 2  | 2  | 7  | -5  |                    |
| China Taipéi (H) | 0   | 3  | 0  | 0  | 3  | 0  | 8  | -8  |                    |

| 23 de octubre de 2024 | Uzbekistán | 3:0     | Palestina | Estadio de la Universidad Católica Fu Jen, Nueva Taipéi, China Taipéi |                  |
|                       |            | Reporte |           | Árbitro(s): [[]]                                                      | Árbitro(s): [[]] |

| 23 de octubre de 2024 | Irak | 5:0     | China Taipéi | Estadio de la Universidad Católica Fu Jen, Nueva Taipéi, China Taipéi |                  |
|                       |      | Reporte |              | Árbitro(s): [[]]                                                      | Árbitro(s): [[]] |

| 25 de octubre de 2024 | Palestina | 0:4     | Irak | Estadio de la Universidad Católica Fu Jen, Nueva Taipéi, China Taipéi |                  |
|                       |           | Reporte |      | Árbitro(s): [[]]                                                      | Árbitro(s): [[]] |

| 25 de octubre de 2024 | China Taipéi | 0:1     | Uzbekistán | Estadio de la Universidad Católica Fu Jen, Nueva Taipéi, China Taipéi |                  |
|                       |              | Reporte |            | Árbitro(s): [[]]                                                      | Árbitro(s): [[]] |

| 27 de octubre de 2024 | Uzbekistán | 1:0     | Irak | Estadio de la Universidad Católica Fu Jen, Nueva Taipéi, China Taipéi |                  |
|                       |            | Reporte |      | Árbitro(s): [[]]                                                      | Árbitro(s): [[]] |

| 27 de octubre de 2024 | China Taipéi | 0:2     | Palestina | Estadio de la Universidad Católica Fu Jen, Nueva Taipéi, China Taipéi |                  |
|                       |              | Reporte |           | Árbitro(s): [[]]                                                      | Árbitro(s): [[]] |

### Grupo F
- Todos los partidos se disputarán en Catar.
- Los horarios indicados son UTC+3.

| Equipo    | Pts | PJ | PG | PE | PP | GF | GC | Dif | Detalle            |
| --------- | --- | -- | -- | -- | -- | -- | -- | --- | ------------------ |
| Japón     | 9   | 3  | 3  | 0  | 0  | 21 | 2  | +19 | A Fase Final       |
| Catar (H) | 6   | 3  | 2  | 0  | 1  | 7  | 5  | +2  | Posible Fase Final |
| Mongolia  | 3   | 3  | 1  | 0  | 2  | 1  | 9  | -8  |                    |
| Nepal     | 0   | 3  | 0  | 0  | 3  | 2  | 15 | −13 |                    |

| 23 de octubre de 2024 | Catar | 2:0     | Mongolia | Cancha N° y del Aspire Academy, Doha, Catar |                  |
|                       |       | Reporte |          | Árbitro(s): [[]]                            | Árbitro(s): [[]] |

| 23 de octubre de 2024 | Japón | 9:2     | Nepal | Estadio Al-Ahli, Doha, Catar |                  |
|                       |       | Reporte |       | Árbitro(s): [[]]             | Árbitro(s): [[]] |

| 25 de octubre de 2024 | Nepal | 0:5     | Catar | Cancha N° y del Aspire Academy, Doha, Catar |                  |
|                       |       | Reporte |       | Árbitro(s): [[]]                            | Árbitro(s): [[]] |

| 25 de octubre de 2024 | Mongolia | 0:7     | Japón | Estadio Al-Ahli, Doha, Catar |                  |
|                       |          | Reporte |       | Árbitro(s): [[]]             | Árbitro(s): [[]] |

| 27 de octubre de 2024 | Mongolia | 1:0     | Nepal | Estadio Al-Ahli, Doha, Catar |                  |
|                       |          | Reporte |       | Árbitro(s): [[]]             | Árbitro(s): [[]] |

| 27 de octubre de 2024 | Japón | 5:0     | Catar | Cancha N° y del Aspire Academy, Doha, Catar |                  |
|                       |       | Reporte |       | Árbitro(s): [[]]                            | Árbitro(s): [[]] |

### Grupo G
- Todos los partidos se disputarán en Kuwait.
- Los horarios indicados son UTC+3.

| Equipo                   | Pts | PJ | PG | PE | PP | GF | GC | Dif | Detalle            |
| ------------------------ | --- | -- | -- | -- | -- | -- | -- | --- | ------------------ |
| Australia                | 7   | 3  | 2  | 1  | 0  | 22 | 1  | +21 | A Fase Final       |
| Indonesia                | 7   | 3  | 2  | 1  | 0  | 11 | 0  | +11 | Posible Fase Final |
| Kuwait (H)               | 3   | 3  | 1  | 0  | 2  | 10 | 4  | +6  |                    |
| Islas Marianas del Norte | 0   | 3  | 0  | 0  | 3  | 0  | 38 | -38 |                    |

| 23 de octubre de 2024 | Indonesia | 1:0     | Kuwait | Estadio Abdullah Alkhalifa Alsabah, Mishrif, Kuwait |                  |
|                       |           | Reporte |        | Árbitro(s): [[]]                                    | Árbitro(s): [[]] |

| 23 de octubre de 2024 | Australia | 19:0    | Islas Marianas del Norte | Estadio Abdullah Alkhalifa Alsabah, Mishrif, Kuwait |                  |
|                       |           | Reporte |                          | Árbitro(s): [[]]                                    | Árbitro(s): [[]] |

| 25 de octubre de 2024 | Islas Marianas del Norte | 0:10    | Indonesia | Estadio Abdullah Alkhalifa Alsabah, Mishrif, Kuwait |                  |
|                       |                          | Reporte |           | Árbitro(s): [[]]                                    | Árbitro(s): [[]] |

| 25 de octubre de 2024 | Kuwait | 1:3     | Australia | Estadio Abdullah Alkhalifa Alsabah, Mishrif, Kuwait |                  |
|                       |        | Reporte |           | Árbitro(s): [[]]                                    | Árbitro(s): [[]] |

| 27 de octubre de 2024 | Australia | 0:0     | Indonesia | Estadio Abdullah Alkhalifa Alsabah, Mishrif, Kuwait |                  |
|                       |           | Reporte |           | Árbitro(s): [[]]                                    | Árbitro(s): [[]] |

| 27 de octubre de 2024 | Kuwait | 9:0     | Islas Marianas del Norte | Estadio Abdullah Alkhalifa Alsabah, Mishrif, Kuwait |                  |
|                       |        | Reporte |                          | Árbitro(s): [[]]                                    | Árbitro(s): [[]] |

### Grupo H
- Todos los partidos se disputarán en Laos.
- Los horarios indicados son UTC+7.

| Equipo                 | Pts      | PJ       | PG       | PE       | PP       | GF       | GC       | Dif      | Detalle            |
| ---------------------- | -------- | -------- | -------- | -------- | -------- | -------- | -------- | -------- | ------------------ |
| Emiratos Árabes Unidos | 6        | 2        | 2        | 0        | 0        | 7        | 2        | +5       | A Fase Final       |
| Malasia                | 1        | 2        | 0        | 1        | 1        | 2        | 4        | -2       | Posible Fase Final |
| Laos (H)               | 1        | 2        | 0        | 1        | 1        | 4        | 7        | -3       |                    |
| Líbano                 | Retirado | Retirado | Retirado | Retirado | Retirado | Retirado | Retirado | Retirado | Retirado           |

| 23 de octubre de 2024 | Emiratos Árabes Unidos | 2:0     | Malasia | Nuevo Estadio Nacional de Laos, Vientián, Laos |                  |
| 19:00                 |                        | Reporte |         | Árbitro(s): [[]]                               | Árbitro(s): [[]] |

| 25 de octubre de 2024 | Laos | 2:5     | Emiratos Árabes Unidos | Nuevo Estadio Nacional de Laos, Vientián, Laos |                  |
| 19:00                 |      | Reporte |                        | Árbitro(s): [[]]                               | Árbitro(s): [[]] |

| 27 de octubre de 2024 | Malasia | 2:2     | Laos | Nuevo Estadio Nacional de Laos, Vientián, Laos |                  |
| 19:00                 |         | Reporte |      | Árbitro(s): [[]]                               | Árbitro(s): [[]] |

### Grupo I
- Todos los partidos se disputarán en Vietnam.
- Los horarios indicados son UTC+7.

| Equipo      | Pts | PJ | PG | PE | PP | GF | GC | Dif | Detalle            |
| ----------- | --- | -- | -- | -- | -- | -- | -- | --- | ------------------ |
| Yemen       | 7   | 3  | 2  | 1  | 0  | 10 | 4  | +6  | A Fase Final       |
| Vietnam (H) | 5   | 3  | 1  | 2  | 0  | 3  | 1  | +2  | Posible Fase Final |
| Birmania    | 3   | 3  | 1  | 0  | 2  | 3  | 9  | -6  |                    |
| Kirguistán  | 1   | 3  | 0  | 1  | 2  | 3  | 5  | -2  |                    |

| 23 de octubre de 2024 | Yemen | 6:1     | Birmania | Estadio Việt Trì, Provincia de Phú Thọ, Vietnam |                  |
|                       |       | Reporte |          | Árbitro(s): [[]]                                | Árbitro(s): [[]] |

| 23 de octubre de 2024 | Vietnam | 0:0     | Kirguistán | Estadio Việt Trì, Provincia de Phú Thọ, Vietnam |                  |
|                       |         | Reporte |            | Árbitro(s): [[]]                                | Árbitro(s): [[]] |

| 25 de octubre de 2024 | Kirguistán | 2:3     | Yemen | Estadio Việt Trì, Provincia de Phú Thọ, Vietnam |                  |
|                       |            | Reporte |       | Árbitro(s): [[]]                                | Árbitro(s): [[]] |

| 25 de octubre de 2024 | Birmania | 0:2     | Vietnam | Estadio Việt Trì, Provincia de Phú Thọ, Vietnam |                  |
|                       |          | Reporte |         | Árbitro(s): [[]]                                | Árbitro(s): [[]] |

| 27 de octubre de 2024 | Kirguistán | 1:2     | Birmania | Estadio Việt Trì, Provincia de Phú Thọ, Vietnam |                  |
|                       |            | Reporte |          | Árbitro(s): [[]]                                | Árbitro(s): [[]] |

| 27 de octubre de 2024 | Yemen | 1:1     | Vietnam | Estadio Việt Trì, Provincia de Phú Thọ, Vietnam |                  |
|                       |       | Reporte |         | Árbitro(s): [[]]                                | Árbitro(s): [[]] |

### Grupo J
- Todos los partidos se celebrarán en Singapur.
- Los horarios indicados son UTC+8.

| Equipo       | Pts | PJ | PG | PE | PP | GF | GC | Dif | Detalle            |
| ------------ | --- | -- | -- | -- | -- | -- | -- | --- | ------------------ |
| Tayikistán   | 9   | 3  | 3  | 0  | 0  | 38 | 1  | +37 | A Fase Final       |
| Omán         | 6   | 3  | 2  | 0  | 1  | 23 | 2  | +21 | Posible Fase Final |
| Singapur (H) | 3   | 3  | 1  | 0  | 2  | 15 | 8  | +7  |                    |
| Guam         | 0   | 3  | 0  | 0  | 3  | 0  | 65 | -65 |                    |

| 23 de octubre de 2024 | Tayikistán | 33:0    | Guam | Estadio Bishan, Bishan (Singapur), Singapur |                  |
|                       |            | Reporte |      | Árbitro(s): [[]]                            | Árbitro(s): [[]] |

| 23 de octubre de 2024 | Omán | 5:0     | Singapur | Estadio Bishan, Bishan (Singapur), Singapur |                  |
|                       |      | Reporte |          | Árbitro(s): [[]]                            | Árbitro(s): [[]] |

| 25 de octubre de 2024 | Guam | 0:18    | Omán | Estadio Bishan, Bishan (Singapur), Singapur |                  |
|                       |      | Reporte |      | Árbitro(s): [[]]                            | Árbitro(s): [[]] |

| 25 de octubre de 2024 | Singapur | 1:3     | Tayikistán | Estadio Bishan, Bishan (Singapur), Singapur |                  |
|                       |          | Reporte |            | Árbitro(s): [[]]                            | Árbitro(s): [[]] |

| 27 de octubre de 2024 | Tayikistán | 2:0     | Omán | Estadio Bishan, Bishan (Singapur), Singapur |                  |
|                       |            | Reporte |      | Árbitro(s): [[]]                            | Árbitro(s): [[]] |

| 27 de octubre de 2024 | Singapur | 14:0    | Guam | Estadio Bishan, Bishan (Singapur), Singapur |                  |
|                       |          | Reporte |      | Árbitro(s): [[]]                            | Árbitro(s): [[]] |

## Ranking de los segundos puestos
Los cinco mejores segundos lugares de los 10 grupos pasarán a la siguiente ronda junto a los 10 ganadores de grupo. (Se contabilizan los resultados obtenidos en contra de los ganadores y los terceros clasificados de cada grupo).
Debido a que los grupos tienen un número diferente de equipos, los resultados contra los equipos quintos en grupos de cinco equipos no se tendrán en cuenta para esta clasificación.
Quienes avanzaron en esta ronda fueron:
| Pos. | Grp | Equipo    | PJ | PG | PE | PP | GF | GC | DG | Pts | Clasificación           |
| ---- | --- | --------- | -- | -- | -- | -- | -- | -- | -- | --- | ----------------------- |
| 1    | C   | China     | 2  | 1  | 1  | 0  | 4  | 2  | +2 | 4   | Avanzan al Torneo final |
| 2    | I   | Vietnam   | 2  | 1  | 1  | 0  | 3  | 1  | +2 | 4   | Avanzan al Torneo final |
| 3    | G   | Indonesia | 2  | 1  | 1  | 0  | 1  | 0  | +1 | 4   | Avanzan al Torneo final |
| 4    | A   | Irán      | 2  | 1  | 0  | 1  | 8  | 5  | +3 | 3   | Avanzan al Torneo final |
| 5    | J   | Omán      | 2  | 1  | 0  | 1  | 5  | 2  | +3 | 3   | Avanzan al Torneo final |
| 6    | E   | Irak      | 2  | 1  | 0  | 1  | 4  | 1  | +3 | 3   |                         |
| 7    | D   | India     | 2  | 1  | 0  | 1  | 3  | 3  | 0  | 3   |                         |
| 8    | F   | Catar     | 2  | 1  | 0  | 1  | 2  | 5  | -3 | 3   |                         |
| 9    | H   | Malasia   | 2  | 0  | 1  | 1  | 2  | 4  | -2 | 1   |                         |
| 10   | B   | Filipinas | 2  | 0  | 0  | 2  | 0  | 9  | -9 | 0   |                         |

## Clasificados a la Copa Asiática Sub-17 de la AFC de 2025
| Bandera de Arabia Saudita         | Bandera de Corea del Norte | Bandera de Afganistán | Bandera de Corea del Sur              | Bandera de Tailandia | Bandera de Uzbekistán | Bandera de Japón | Bandera de Australia |
| Arabia Saudita Anfitrión          | Corea del Norte 1° grupo A | Afganistán 1° grupo B | Corea del Sur 1° grupo C              | Tailandia 1° grupo D | Uzbekistan 1° grupo E | Japón 1° grupo F | Australia 1° grupo G |
| Bandera de Emiratos Árabes Unidos | Bandera de Yemen           | Bandera de Tayikistán | Bandera de la República Popular China | Bandera de Vietnam   | Bandera de Indonesia  | Bandera de Irán  | Bandera de Omán      |
| Emiratos Árabes Unidos 1° grupo H | Yemen 1° grupo I           | Tayikistán 1° grupo J | China 2° grupo C                      | Vietnam 2° grupo I   | Indonesia 2° grupo G  | Irán 2° grupo A  | Omán 2° grupo J      |

## Sorteo
El sorteo de la fase final se realizó el 23 de enero de 2025 en el AFC Hall de Kuala Lumpur (Malasia).